# Federazione di baseball e softball dello Sri Lanka
La Federazione singalese di baseball e softball (eng. Sri Lanka Amateur Baseball & Softball Association) è un'organizzazione fondata per governare la pratica del baseball e del softball nello Sri Lanka.
Organizza il campionato maschile e di softball femminile, e pone sotto la propria egida la nazionale maschile e di softball femminile.